# マンスール・アル＝サガフィー
マンスール・アル＝サガフィー（Mansour Atiah Al-Thagafi、1979年1月14日 - ）は、サウジアラビアの元サッカー選手。元サウジアラビア代表。ポジションはディフェンダー。

## 来歴
代表での出場経験は無かったが2002 FIFAワールドカップに臨むサウジアラビア代表のメンバーに選ばれた。2004年に代表デビュー。2005年までに通算5試合に出場した。

## 代表歴

### 出場大会
- サウジアラビア代表
  - 2002 FIFAワールドカップ

### 試合数
- 国際Aマッチ 5試合 0得点（2004年-2005年）[1]

| サウジアラビア代表 | 国際Aマッチ | 国際Aマッチ |
| 年                 | 出場        | 得点        |
| ------------------ | ----------- | ----------- |
| 2004               | 1           | 0           |
| 2005               | 4           | 0           |
| 通算               | 5           | 0           |